# 코리스토데라
코리스토데라(Choristodera)는 멸종한 파충류의 무리이다. 중생대와 신생대에 걸쳐 살았고, 그 화석은 북반구에서 발견된다. 이궁류 파충류인 것은 확실하나, 그 이상의 세부적 분류에는 논란이 있다.

## 특징

캄프소사우루스(Champsosaurus)의 두개골

코리스토데라의 머리뼈를 보면, 보통 파충류의 머리 양 옆에 있을 전전두골(prefrontal)이 머리 중앙에 한데로 모여, 전두골(frontal)과 비골(nasal) 사이를 갈라놓는다. 두정골(parietal)에는 홈이 안 나 있다. 측두린(squamosal)이 후두돌기(occipital condyle)보다도 뒤쪽으로 멀리 뻗어나가, 머리뼈의 뒤쪽이 대개 하트 모양처럼 생기게 된다. 이빨은, 턱에 얕은 홈이 나 거기에 이빨 뿌리가 박혀 고정되는 아조생치(subthecodont) 형태이다.
그 외에도 머리에 코리스토데라 고유의 뼈(choristoderan neomorphic bone)가 발견되기도 한다. 이것은 말 그대로 코리스토데라 외의 동물에는 없는 고유한 뼈로, 두정골(parietal) 옆에 양쪽으로 하나씩 나 있다. 고유 뼈는 모든 네오코리스토데라에서 발견된 바 있고, 그 외에는 원시적인 코리스토데라인 코에룰레오드라코(Coeruleodraco) 등에서도 발견되어 코리스토데라 모두가 가지는 보편적인 특징일 가능성이 있다. 그러나 아직은 코리스토데라 고유의 뼈에 대한 연구가 부족하여 이를 보편적 특징으로 정의하기에는 이르다.

## 화석 기록
코리스토데라임이 확실한 것들 중에서 가장 오래된 지층에서 나온 것은 영국의 쥐라기 중기 지층에서 산출된 크테니오게니스(Cteniogenys)이다. 영국의 트라이아스기 후기 지층에서 발견된 파키스트로페우스(Pachystropheus)는 코리스토데라에 속하는지 불확실한 화석이다. 반대로 가장 나중의 지층에서 나온 것은 독일의 마이오세 후반 지층에서 산출된 라자루스수쿠스(Lazarussuchus)이다.
코리스토데라는 북아메리카, 유럽, 아시아, 이렇게 북반구에서 화석이 발견된다. 대한민국에서 체화석은 아직 보고되지 않았으나, 발자국 생흔화석이 울산 반구대에 노출된 대구층의 암석에서 발견된 바가 있다. 생흔화석 자체에는 노바페스 울산엔시스(Novapes ulsanensis)라는 생흔화석명이 부여되었다.

## 생태
코리스토데라는 주로 민물에 살았던 수생 파충류이다. 개중에서 캄프소사우루스(Champsosaurus)와 같은 네오코리스토데라는 악어와 비슷하게 진화하여 매복하는 포식자였을 것이고, 히팔로사우루스(Hyphalosaurus)나 쇼카와(Shokawa)는 목이 길게 진화하였다.

## 참고 문헌
1. ↑  Matsumoto, Ryoko; Dong, Liping; Wang, Yuan; Evans, Susan E. (2019년 6월 18일). “The first record of a nearly complete choristodere (Reptilia: Diapsida) from the Upper Jurassic of Hebei Province, People’s Republic of China”. 《Journal of Systematic Palaeontology》 (영어) 17 (12): 1031–1048. doi:10.1080/14772019.2018.1494220. ISSN 1477-2019.
2. ↑  Dudgeon, Thomas W.; Maddin, Hillary C.; Evans, David C.; Mallon, Jordan C. (2020년 4월). “Computed tomography analysis of the cranium of Champsosaurus lindoei and implications for the choristoderan neomorphic ossification”. 《Journal of Anatomy》 (영어) 236 (4): 630–659. doi:10.1111/joa.13134. ISSN 0021-8782.
3. ↑  Böhme, Madelaine; Spassov, Nikolai; Fuss, Jochen; Tröscher, Adrian; Deane, Andrew S.; Prieto, Jérôme; Kirscher, Uwe; Lechner, Thomas; Begun, David R. (2019년 11월 21일). “A new Miocene ape and locomotion in the ancestor of great apes and humans”. 《Nature》 (영어) 575 (7783): 489–493. doi:10.1038/s41586-019-1731-0. ISSN 0028-0836.
4. ↑  Lee, Yuong-Nam; Kong, Dal-Yong; Jung, Seung-Ho (2020년 12월). “The first possible choristoderan trackway from the Lower Cretaceous Daegu Formation of South Korea and its implications on choristoderan locomotion”. 《Scientific Reports》 (영어) 10 (1): 14442. doi:10.1038/s41598-020-71384-1. ISSN 2045-2322.